# برج الفأر
برج الفأر (بالصينية: 鼠) أحد الأبراج الإثني عشر الصينية. يعد الفأر مدافعا وسببا للرفاه المادي. وتضيف أنه حيوان عنيف وغني وجذاب ومنظم، وأنه ارتبط بالموت والحرب والسحر والأوبئة والكوارث.

## هل أنت من برج الفأر؟
يقال إن المولودين ضمن التواريخ أدناه من برج الفأر حسب من يعتقد بالأبراج الصينية:
- 31 كانون الثاني / يناير 1900 - 18 شباط / فبراير 1901 :الفأر معدني
- 18 شباط / فبراير 1912 - 5 شباط / فبراير 1913 : الفأر المائي
- 5 شباط / فبراير 1924 - 24 كانون الثاني / يناير 1925 : الفأر الخشبي
- 24 كانون الثاني / يناير 1936 - 10 شباط / فبراير 1937 : الناري
- 10 شباط / فبراير 1948 - 28 كانون الثاني / يناير 1949 : الأرضي
- 28 كانون الثاني / يناير 1960 - 14 شباط / فبراير 1961 : المعدني
- 15 شباط / فبراير 1972 - 2 شباط / فبراير 1973 : المائي
- 2 شباط / فبراير 1984 - 19 شباط / فبراير 1985 : الخشبي
- 19 شباط / فبراير 1996 - 6 شباط / فبراير 1997 : الناري
- 7 شباط / فبراير 2008 - 2009 : جرذ الأرض
- 2020 - 2021 : المعدني